# 森田重郎
森田 重郎 （もりた じゅうろう、1922年（大正11年）4月14日 - 1990年（平成2年）9月18日）は、日本の実業家、政治家。参議院議員（2期）。

## 経歴
埼玉県秩父市出身。父は森田實太郎。埼玉県立熊谷商業高等学校を経て、1946年（昭和21年）に中央大学経済学部を卒業すると近江鉄道に入社。その後国土計画興業、西武鉄道グループの各社で職を転々としつつ、グループ首脳の堤康次郎の次女、邦子と結婚した（後に離婚）。康次郎が死去すると息子の堤清二、義明兄弟や女婿で西武鉄道社長だった小島清治郎、グループ全体の財務を担当していた西武鉄道専務宮内巌とともにグループの最高意思決定にかかわる立場となり、自らは、西武化学工業、三笠コカ・コーラボトリング、近江鉄道社長などを務めた。
やがてグループが、清二の率いるセゾングループと義明の率いる国土計画・西武鉄道グループに二分されるに伴い、森田は清二の側につくと共に西武化学が所有していた不動産を宅地や観光地として開発するディベロッパー事業に本格的に進出し、西武都市開発へとスピンオフ。さらに環境分析センターなどの社長を歴任したが、石油ショックの煽りで所有の不動産の多くが不良資産化し責任を取ってグループ関係の役職を退く。
その後、1977年（昭和52年）第11回参議院議員通常選挙に埼玉県地方区（1983年の参院選より埼玉県選挙区）から新自由クラブ公認で出馬し、参議院議員に当選。新自由クラブ両院議員会長、埼玉県連代表を務め、新自ク解党後は自由民主党に移り2期務めたが、1989年（平成元年）第15回通常選挙に不出馬を表明し、1990年（平成2年）9月18日死去、68歳。死没日をもって勲二等瑞宝章追贈、従四位に叙される。

## 著書
- 『政界人のいま』経済界出版部、1979年6月。
- 『経済人のころ』経済界出版部、1979年6月。
- 『参議院―その存在意義と問題点』ぎょうせい、1980年4月。
- 『国会の窓辺から』ぎょうせい、1981年12月。
- 『国会の窓辺からⅡ』ぎょうせい、1986年5月。